# Layali Ibn Awa
Layali Ibn Awa (àrab: ليالي ابن آوى, Layālī ibn āwà, ‘Les nits del xacal’) és una pel·lícula siriana, biogràfica i històrica, produïda per General Organization Cinema in Syria; dirigida i guionada pel director Abdellatif Abdelhamid, en 1989 i de 105 minuts de durada.

## Argument
Ambientada a Latakia el 1967, mostra els efectes de l'occidentalització en la societat siriana.

## Repartiment
- Bassam Kousa - el fill
- Assad Fedda - Abu Kamel
- Najah Abdullah
- Zuhair Ramadan
- Tulay Aaron